# Senecio bonariensis
Senecio bonariensis es una planta de la familia de las asteráceas, género Senecio, originaria de América del Sur, 

## Nombre común
Margarita de bañado, lampacillo, sanguinaria, lengua de ciervo.

## Distribución
Se distribuye por el centro y norte de Argentina, Bolivia, sur de Brasil, Paraguay y Uruguay.
Se desarrolla en zonas bajas, permanente o periódicamente anegadas, de baja profundidad: charcas, orillas de lagunas y bañados.

## Características
Se trata de una especie anual o bianual, que prefiere suelos húmedos y fértiles a pleno sol, muy resistente a heladas. Florece durante la primavera y comienzos del verano, y es polinizada por insectos.